# فرانتس تئودور کوگلر

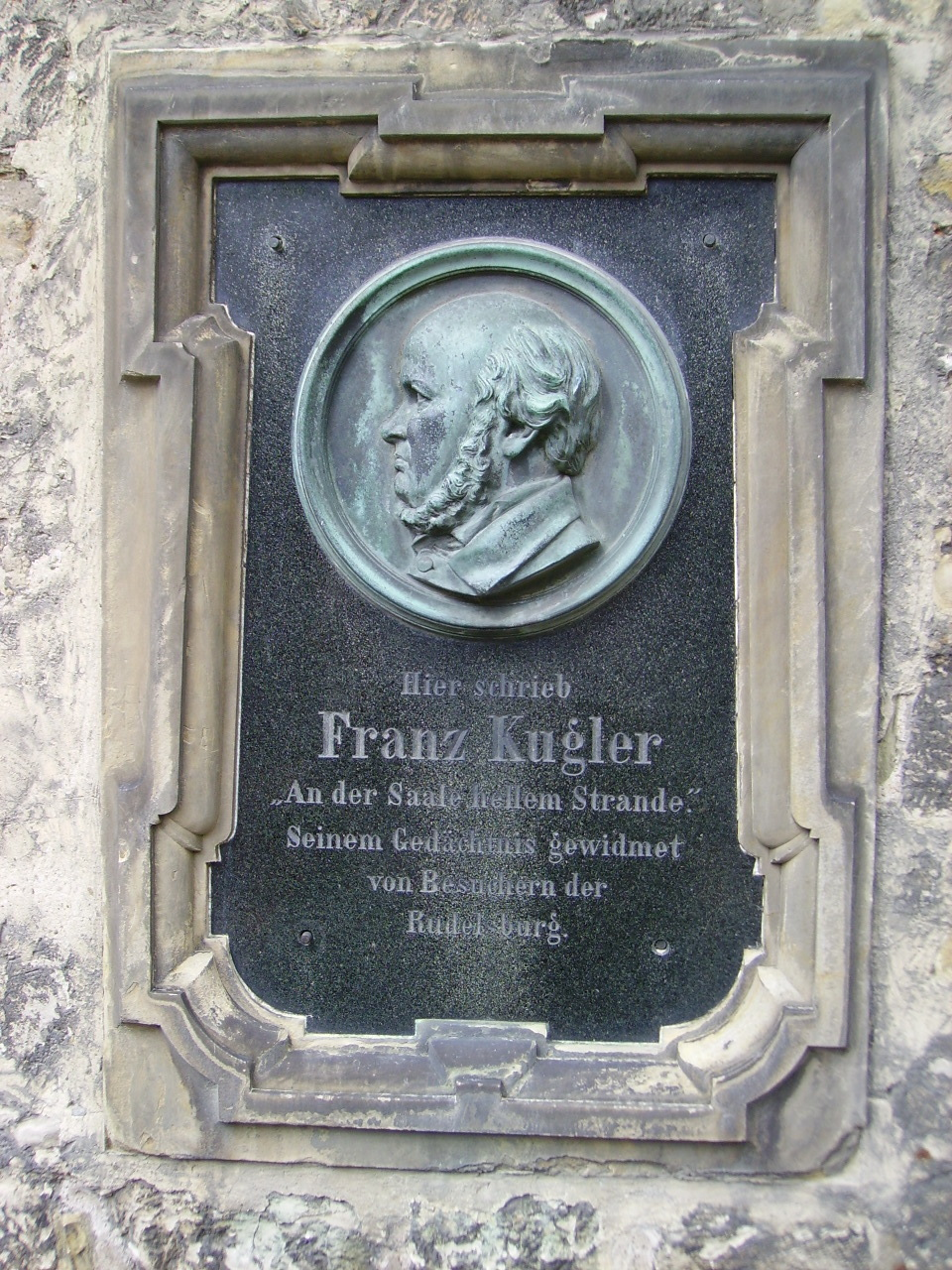
فرانتس تئودور کوگلر

فرانتس تئودور کوگلر (به آلمانی: Franz Theodor Kugler)، یک تاریخ‌نگار تاریخ هنر و مدیر فرهنگی برای دولت پروس بود او پدر تاریخ‌نگار برنهارد فون کوگلر (۱۸۳۷–۱۸۹۸) بود.
او ادبیات، موسیقی و هنرهای تجسمی را در دانشگاه برلین آموخت. پس از حضور در کلاس در هایدلبرگ، او به برلین در سال ۱۸۲۷ به منظور مطالعه معماری بازگشت. در سال ۱۸۳۱ او دکترای خود را زیر نظر ارنست هاینریش تلکن با یک پایان‌نامه بنام «ورینهر از تگرنزی» را به دست آورد. در سال ۱۸۳۳ او به استادی تاریخ هنر در فرهنگستان هنر پروس در برلین منصوب شد، و ده سال بعد، به وزارت فرهنگ، که او در آن‌جا به عنوان یک ناظر هنر پروس خدمت می‌کرد نامگذاری شد. مورخ فرهنگی، یاکوب بورکهارت، یک دانش آموز برجسته او بود.
در سال ۱۸۳۷ او "DER MalereDER Handbuch Geschichtei" راهنمای تاریخچه نقاشی را در (۲ جلد) منتشر کرد، و چند سال بعد، او کتاب تحسین شدهٔ راهنمای تاریخ هنر "Handbuch DER Kunstgeschichte"، راکه یک بررسی جامع از هنر جهان است منتشر کرد. او همچنین نویسندهٔ یک بیوگرافی فردریک کبیر بود.